# Grechnitsa (Kitchevo)
Grechnitsa (en macédonien Грешница ; en albanais Greshnica) est un village de l'ouest de la Macédoine du Nord, situé dans la municipalité de Kitchevo. Le village comptait 1480 habitants en 2002.

## Démographie
Lors du recensement de 2002, le village comptait :
- Albanais : 1 475
- Macédoniens : 2
- Autres : 3